# Orde al Mèrit de la República Federal Alemanya

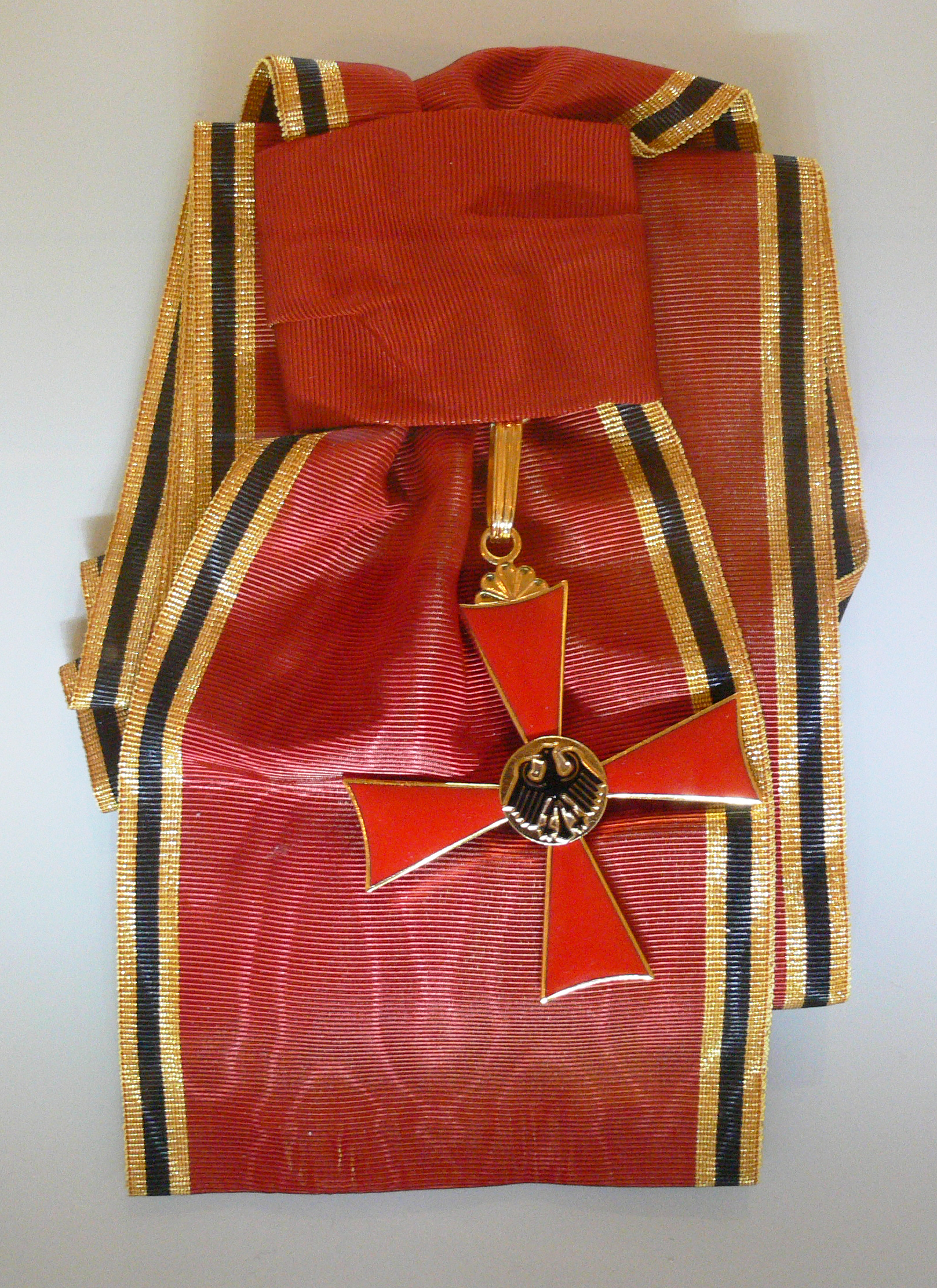
Condecoració de la República Federal Alemanya.

L'Orde al Mèrit de la República Federal Alemanya (en alemany: Verdienstorden der Bundesrepublik Deutschland) o, de forma abreujada, Creu Federal al Mèrit (en alemany: Bundesverdienstkreuz), és l'única condecoració que es dona a Alemanya i és atorgada a persones que destaquen pels seus èxits en l'àrea política, econòmica, cultural, intel·lectual o en el treball voluntari. La condecoració va ser instituïda pel President Federal Theodor Heuss l'any 1951. És l'única distinció de caràcter general existent a Alemanya i, per tant, màxima expressió de reconeixement de la República Federal d'Alemanya per mèrits contrets en pro del bé comú.

## Criteris de concessió
Mitjançant la concessió de l'Orde del Mèrit el President Federal vol dirigir l'atenció de l'opinió pública cap a aquelles realitzacions que revesteixen especial significació per a la societat. En el futur està previst distingir més dones.
La major part de les distincions són lliurades pels caps dels governs dels Estats Federats, pels ministres dels Estats Federats, pels ministres federals, pels presidents de les administracions regionals o pels alcaldes.
El President Federal només lliura personalment l'Orde del Mèrit en comptades ocasions, per exemple amb motiu del Dia de la Unitat Alemanya i del Dia del Voluntariat.
Els principals criteris per a la concessió de l'Orde del Mèrit són:
- El compromís social, caritatiu i eclesiàstic dels ciutadans.
- Els esforços de millorar les perspectives d'ocupació i crear llocs de treball i places d'aprenentatge per a joves.
- Els èxits empresarials que fomentin de manera permanent el creixement i l'ocupació, sobretot en regions amb mancances estructurals.
- Les realitzacions científiques extraordinàries mitjançant les quals es proporcionen nous impulsos o que condueixen a innovacions o invents de gran projecció.
- El foment del prestigi d'Alemanya a l'estranger i de les relacions d'Alemanya amb els seus veïns europeus.
- El compromís en pro de la convivència pacífica i de la tolerància entre les civilitzacions i les religions.

## Propostes formals de concessió de l'Orde del Mèrit
Les propostes formals de concessió de l'Orde del Mèrit de la República Federal d'Alemanya només poden ser cursades al President Federal per determinades persones: els caps de Govern dels setze Estats Federats per a ciutadans dels seus respectius Estats, el Ministre Federal de Relacions Exteriors per als estrangers o per a alemanys amb domicili a l'estranger i el Ministre Federal respectiu per als seus funcionaris. El President Federal basa la seva decisió fonamentalment en les sol·licituds i comprovacions de les autoritats i concedeix les ordes en consens amb aquestes.

## Classes

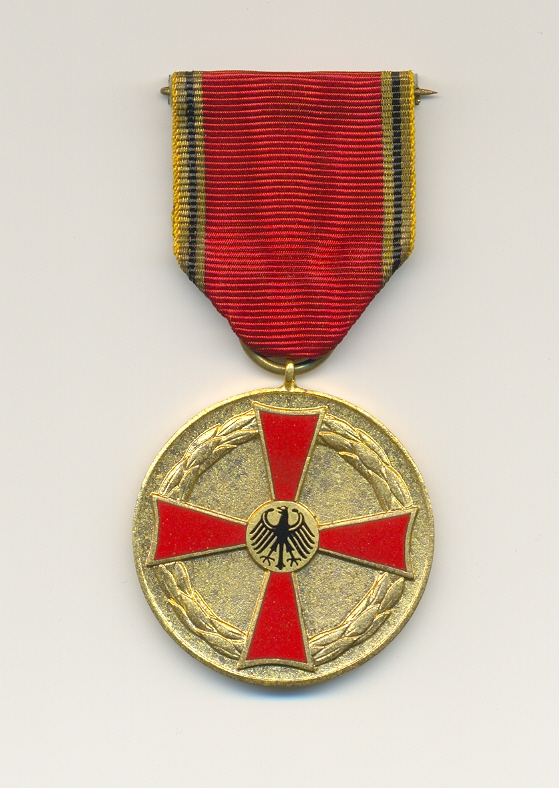
Medalla

- Gran Creu, classe especial (Sonderstufe des Großkreuzes)
- Gran Creu de 1a classe (especial)
- Gran Creu, 1a classe (Großkreuz)
- Gran Creu (Großer Verdienstkreuz mit Stern und Schulterband)
- Creu de Gran Oficial (Großer Verdienstkreuz mit Stern)
- Creu de Comandant (Großer Verdienstkreuz)
- Creu d'Oficial (Verdienstkreuz 1. Klasse)
- Creu de Cavaller (Verdienstkreuz am Bande)
- Medalla (Verdienstmedaille)

## Alguns condecorats
- Claudio Abbado, músic
- Fritz Bringmann (2000), comunista, resistent contra la dictatura nazi
- Ludwig Erhard, economista, canceller d'Alemanya